# Takuya Katayama
Takuya Katayama (jap. 片山卓哉, Katayama Takuya; * 23. Februar 1972) ist ein japanischer Badmintonspieler.

## Karriere
Takuya Katayama wurde 1996 und 2000 japanischer Meister im Herrendoppel. Bei den Ostasienspielen 1997 gewann er Bronze. Fünfter wurde er bei den Hongkong Open 1999.

## Sportliche Erfolge
| Saison | Veranstaltung                | Disziplin    | Platz | Partner     |
| ------ | ---------------------------- | ------------ | ----- | ----------- |
| 1996   | Japan: Einzelmeisterschaften | Herrendoppel | 1     | Yuzo Kubota |
| 1997   | Ostasienspiele               | Herrendoppel | 3     | Yuzo Kubota |
| 1999   | Hongkong Open                | Herrendoppel | 5     | Yuzo Kubota |
| 2000   | Japan: Einzelmeisterschaften | Herrendoppel | 1     | Yuzo Kubota |